# Super Monkey Ball Adventure
Super Monkey Ball Adventure — игра серии Super Monkey Ball, разработанная Traveller’s Tales и выпущенная Sega. Единственная игра серии, в разработке которой не принимал участия Тосихиро Нагоси.

## Сюжет
На острове Джунглей Айай встречает князя Абеабе из Монкитрополиса и принцессу Диди из подводного города Конгрила. Две обезьяны влюбляются, но их королевские семьи не в самых лучших отношениях. Результатом плохих отношений стало появляние тёмного облака над миром обезьян.
После прохождения квестов Айай должен в острове Джунглей поженить принца и принцессу.

## Геймплей

### Режим Истории
Всего пять основных этапов и 60 квестов. Цель игры состоит в том, чтобы объединить враждующие королевства обезьян.

### Challenge Mode
В этом режиме можно проходить разблокируемые квесты, открытые в режиме истории. Как и в других сериях Super Monkey Ball, доступны Айай, Мими, ребёнок и Гонгон. С помощью аналогового стика, нужно пересечь платформы, чтобы достичь цели за минуту. Если обезьяна упадет в пропасть, то игрок теряет жизнь. По пути также можно собирать бананы, чтобы получать дополнительные очки или жизнь. Есть три вида сложности: Beginner (рус. Начинающий), «Advanced» (рус. Продвинутый) и «Expert» (рус. Эксперт). В «Beginner» двенадцать этапов, в «Advanced» — двадцать, а в «Expert» — семнадцать.

### Командная игра
В режиме присутствует 6 мини-игр с поддержкой двадцати персонажей. Присутствует многопользовательская игра.

## Разработка
В отличие от других игр серии Super Monkey Ball, в Super Monkey Ball Adventure было уделено больше всего времени геймплею, чтобы он был инновационным и более доступным.

## Критика
| Сводный рейтинг    | Сводный рейтинг | Сводный рейтинг | Сводный рейтинг |
| Издание            | Оценка          | Оценка          | Оценка          |
| Издание            | GC              | PS2             | PSP             |
| ------------------ | --------------- | --------------- | --------------- |
| GameRankings       | 53,51 %         | 54,61 %         | 59,33 %         |
| Game Ratio         | 51 %            | 52 %            | 55 %            |
| Metacritic         | 51/100          | 53/100          | 56/100          |
| MobyRank           | 54/100          | 49/100          | 59/100          |
| Иноязычные издания |                 |                 |                 |
| Издание            | Оценка          | Оценка          | Оценка          |
| Издание            | GC              | PS2             | PSP             |
| 1UP.com            | C               | C               | N/A             |
| AllGame            | [ 15 ]          | [ 16 ]          | [ 17 ]          |
| Eurogamer          | 5/10            | 5/10            | 5/10            |
| GamePro            | [ 19 ]          | N/A             | N/A             |
| GameSpot           | 5,7/10          | 5,7/10          | 5,9/10          |
| GameSpy            | [ 23 ]          | [ 24 ]          | [ 25 ]          |
| GamesRadar+        | 4/10            | 4/10            | N/A             |
| IGN                | 4,8/10          | 4,8/10          | 4,8/10          |
| Nintendo Power     | 5,5/10          | N/A             | N/A             |
| VideoGamer         | N/A             | 5/10            | 5/10            |
| GameStats          | 5,5/10          | 5,8/10          | 6,4/10          |

Игра в основном получила негативные отзывы, в основном из-за путаницы целей, существенных различий с другими играми серии Super Monkey Ball и повторяющихся и долгих экранов загрузки. Super Monkey Ball Adventure получила редкий рейтинг 0 % от сайта Rotten Tomatoes в разделе видеоигры. Nintendo Power поставил игре 5,5 баллов из 10 возможных. Критики утверждали, что эта игра самая худшая из серии Super Monkey Ball.

## Ошибки
На обложке игры для версии PAL Айай изображён с человеческими ногами.